# Whitesboro (Texas)
Pour les articles homonymes, voir Whitesboro (homonymie).
Whitesboro est une ville située à l'ouest du comté de Grayson, au Texas, aux États-Unis,.

## Démographie
Lors du recensement de 2010, la ville comptait une population de 3 793 habitants. Elle est également estimée, en 2016, à 3 973 habitants.

### Source de la traduction
- (en) Cet article est partiellement ou en totalité issu de l’article de Wikipédia en anglais intitulé « Whitesboro, Texas » (voir la liste des auteurs).